# Molnița
Il fiume  Molnița è un affluente del fiume Siret in Romania. Scorre nel distretto di Botoșani, nei comuni di Mihăileni e Cândești.